# Zeitschrift für wissenschaftliche Photographie, Photophysik und Photochemie
Die Zeitschrift für wissenschaftliche Photographie, Photophysik und Photochemie war eine Zeitschrift, die, mit Unterbrechungen von 1946 bis 1948, in den Jahren von 1903 bis 1970 im Johann Ambrosius Barth Verlag in Leipzig erschien. Begründer und Herausgeber seit 1903 waren der Professor für Physik Heinrich Kayser, der Photochemiker Eugen Englisch sowie der Chemiker Karl Schaum. Die Themen befassten sich, wie der Titel schon nahelegt, mit den Wissenschaften um Fotografie, Photophysik und Photochemie.